# ألبرت الخامس، دوق بافاريا
ألبرشت الخامس (بالألمانية: Albrecht V. von Bayern)‏ (29 فبراير 1528 - 24 أكتوبر 1579) كان دوق بافاريا منذ 1550 حتى وفاته، هو ابن فيلهيلم الرابع، تزوج في 1546 من الأرشيدوقة آنا من النمسا ابنة فرديناند الأول، إمبراطور روماني مقدس وآنا من المجر.